# Лангелот (Пенсільванія)
Лангелот (англ. Langeloth) — переписна місцевість (CDP) в США, в окрузі Вашингтон штату Пенсільванія. Населення — 659 осіб (2020).

## Географія
Лангелот розташований за координатами 40°21′47″ пн. ш. 80°24′49″ зх. д. / 40.36306° пн. ш. 80.41361° зх. д. (40.363140, -80.413666).  За даними Бюро перепису населення США в 2010 році переписна місцевість мала площу 2,70 км², уся площа — суходіл.

## Демографія
Згідно з переписом 2010 року, у переписній місцевості мешкало 717 осіб у 304 домогосподарствах у складі 190 родин. Густота населення становила 266 осіб/км².  Було 329 помешкань (122/км²).
Расовий склад населення:
| - 98,3 % — білих - 0,6 % — чорних або афроамериканців - 0,3 % — азіатів |

До двох чи більше рас належало 0,8 %. Частка іспаномовних становила 4,5 % від усіх жителів.
За віковим діапазоном населення розподілялося таким чином: 23,0 % — особи молодші 18 років, 57,9 % — особи у віці 18—64 років, 19,1 % — особи у віці 65 років та старші. Медіана віку мешканця становила 43,1 року. На 100 осіб жіночої статі у переписній місцевості припадало 91,7 чоловіків;  на 100 жінок у віці від 18 років та старших — 96,4 чоловіків також старших 18 років.
Середній дохід на одне домашнє господарство  становив 52 727 доларів США (медіана — 53 021), а середній дохід на одну сім'ю — 69 529 доларів (медіана — 67 667). За межею бідності перебувало 11,8 % осіб, у тому числі 21,1 % дітей у віці до 18 років та 9,7 % осіб у віці 65 років та старших.
Цивільне працевлаштоване населення становило 302 особи. Основні галузі зайнятості: освіта, охорона здоров'я та соціальна допомога — 23,2 %, науковці, спеціалісти, менеджери — 19,9 %, роздрібна торгівля — 19,5 %.